# Limburszky József
Limburszky József (Buda, 1810-es évek –‎ ?, 1878 után) magyar építész és építőmester.

## Élete
A 19. század első felének neves építésze, Hild József tanítványai közé tartozott. Számos bérházat tervezett vagy alakított át Budapest területén, de foglalkoztatták az ipari építészetben is. Korának egyik legtermékenyebb építésze volt, több száz engedélyezési terv maradt utána.
Mivel 1827-ben kőművessegédként említik, talán az 1810-es években születhetett. 1830–‎1847 között Hild József mellett pallérként szerzett építői gyakorlatot és 1845-ben kapott építőmesterjogot. 1856 és 1868 között négy városligeti fasori tervet adott ki a keze közül. Ezek közül a Schosberger-villa esetében szintén felmerült, hogy Limburszky csak kivitelező lehetett, a tervet akadémiai képzettségű építész, esetleg Weber Antal készíthette. Vitatott a Városligeti fasor 55-56. számú telekre tervezett Wodianer-villa szerzősége is (1867). Felmerült a neve Csengery Antal klasszicista jellegű, portikuszos villájánál is (1863).
1878-ban egy Kistemplom utcai telken való ház építésre kapott engedélyt. Ezt követően neve eltűnik a forrásokból.
Felesége Matzl Borbála volt, akitől több gyermeke született, köztük ifj. Limburszky József, aki 1859-ben (21 éves korában) a Müncheni Képzőművészeti Akadémián tanult.

## Ismert épületei
- 1852: lakóház, Budapest, Paulay Ede utca 6.[13]
- 1853: lakóház, Budapest, Dessewffy utca 21.[13]
- 1866: Victoria-malom, Budapest, Kárpát utca 38-46. (az 1970-es években bontották el)[14]
- 1868–1870: bérház, Budapest, Arany János utca 18.[15]
- 1870: bérház, Budapest, Nagymező utca 64.[13]
- 1871: bérház (később: Orient Szálloda), Budapest, Rákóczi út / Akácfa u. sarok (elpusztult 1945-ben)[16]
- 1872: Panzer-ház, Budapest, Erzsébet körút 31.[17]

### Épületbővítések
- 1857: Devecis- (Del Vecchio-)/Kéményseprő-házhoz új szárny toldása, Budapest, Bródy Sándor utca 15. (tervező: Hild Károly)[18][19]
- 1866: házmesterlakás hozzáépítése, Budapest, Kisdiófa utca 16.[20]
- 1867: leánynevelő intézet épületének bővítése, majd 1870-ban átalakítása, Budapest, Szabadság tér 3.[21]
- 1868 előtt: földszintes lakóház a Pekáry-ház udvarára, Budapest, Király u. 47.[22]

### Tervben maradt
- 1872: Dobler-bazár és garni hotel, Budapest, Király utca 16.[23]

További tervrajzok: maps.hungaricana.hu